# Cacatoès laboureur
Cacatua pastinator
Espèce
Statut de conservation UICN

 LC  : Préoccupation mineure
Statut CITES
Le Cacatoès laboureur (Cacatua pastinator) est une espèce de cacatoès qui a longtemps été considéré comme une sous espèce du Cacatoès corella (Cacatua sanguinea). Il est endémique en Australie.

## Description
Cet oiseau mesure 38 à 42 cm de longueur pour une masse de 660 à 860 g. Il présente un plumage essentiellement blanc sans dimorphisme sexuel.
L'immature possède une mandibule supérieure plus courte que l'adulte et les zones de peau nue entourant les yeux de couleur bleue.

## Répartition
Cette espèce peuple l'Australie.

## Nidification
La femelle pond 3 à 5 œufs. L'incubation dure 23 ou 24 jours. Les jeunes demeurent au nid environ 8 semaines.

## Sous-espèces
Cet oiseau est représenté par deux sous-espèces :
- pastinator ;
- derbyi.

## Population et conservation
Cet oiseau est persécuté sans pitié par les fermiers australiens en raison des dégâts qu'il occasionne aux cultures.